# Bracon sublongicollis
Bracon sublongicollis är en stekelart som beskrevs av Vladimir Ivanovich Tobias 2000. Bracon sublongicollis ingår i släktet Bracon och familjen bracksteklar. Inga underarter finns listade.